# 指先から本気の熱情〜チャラ男消防士はまっすぐな目で私を抱いた〜
『指先から本気の熱情〜チャラ男消防士はまっすぐな目で私を抱いた〜』は、川野タニシによる日本の漫画作品。2018年7月6日よりめちゃコミックほかにて電子コミックとして連載中。通称は『ゆびねつ』（アニメ化前は『指チャラ』）。

## あらすじ
メーカー企業（後に化粧品会社であると判明）に勤務するキャリアOL・藤橋涼は、幼なじみで合コン好きの消防士・水野颯馬を恋愛対象とは見ていなかった。なぜなら、颯馬たちの合コンのセッティングはいつも涼がしていて、その場での颯馬のチャラさに呆れていたのである。だが、涼の住んでいるマンションが火事になり、逃げ遅れたところを颯馬に救出されたものの、涼の部屋は全焼してしまった。家財を全て失って無一文となってしまった涼は、止む無く颯馬の家に泊まることになる。颯馬のチャラさを警戒して、涼はリビングにバリケードを張って颯馬を呆れさせるが、火事で救出したときのケガを見て思わず涼はバリケードを越えて颯馬に近づいてしまう。

## 登場人物
声は通常版 / 完全版の声優（第2期では、オンエア版 / プレミアム版に変更されている）。
水野颯馬（みずの そうま）
声 - 伊東健人 / マーガリン天狗
桜ヶ丘消防署に勤務する合コン好きのチャラい消防士。25歳。身長186cm、体重85kg。5月5日生まれ。趣味は読書（特にミステリー、歴史物）。家族構成は父（元警察官）・母・妹。血液型はO型。自慢の筋肉は広背筋。日課はダンベルトレーニング。胸囲127cm。子供の時の夢は警察官。
言動がいちいちチャラいが、根はかなり真面目。
藤橋涼（ふじはし りょう）
声 - 高森奈津美 / 桃山いおん
颯馬とは幼なじみのキャリアOL。24歳（第2期の第1話で25歳となった）。身長162cm。8月7日生まれ。趣味はジョギング。家族構成は父・母・弟。血液型はA型。子供の時の夢はテーマパークのキャスト（その後外交官）。
前向きで責任感の強いしっかり者。そのため、みんなから慕われるリーダーシップを持つ。高校時代は陸上部だったので足が速い。
泉友貴（いずみ ゆうき）
声 - 高塚智人 / 井伊筋肉
颯馬の同僚で、消防学校からの友人でもある明るい消防士。25歳。身長187cm。9月5日生まれ。趣味はスイーツの食べ歩き、愛犬（ミニチュアダックスのさやか）の世話、それらのSNSへの投稿。家族構成は祖父・父・母・姉。血液型はB型。自慢の筋肉は上腕二頭筋。二の腕44cm。子供の時の夢はバレー選手。
現在彼女募集中。
羽瀬淳（はせ じゅん）
声 - 駒田航 / あさぎ夕
アニメオリジナルキャラクター。颯馬と友貴の先輩で上司でもある消防士長。28歳。身長180cm。趣味はダーツ。家族構成は父・兄。血液型はB型。自慢の筋肉はハムストリング。腿囲60cm。子供の時の夢は消防士。
女子に優しい。
渡辺翠（わたなべ みどり）
声 - 本多真梨子 / 青葉りんご
涼の同僚で、後輩のOL。23歳。身長158cm。3月15日生まれ。血液型はAB型。趣味はカフェ巡り。
甘え上手な年下気質。恋バナが好物。
篠田彩子（しのだ あやこ）
声 - 井澤詩織 / 月野きいろ
アニメオリジナルキャラクター。涼・恵美・翠とは別の会社に勤務するOL。27歳。身長161cm。趣味はガーデニング。
ノリが良く、サバサバした大人の女性。
笹原恵美（ささはら めぐみ）
声 - 原嶋あかり / 鹿瀬紫卯
涼の同僚で、同期のOL。25歳。8月21日生まれ。血液型はA型。身長160cm。趣味は美術鑑賞。
仕事熱心で人当たりが良い。やや世間擦れしていないところも。
日高玲（ひだか れい）
声 - 土岐隼一 / 天野晴
第2期で登場。美容研究所に勤務する涼の高校時代の元カレで先輩。25歳。身長177cm。1月5日生まれ。趣味は料理。
爽やかで優しい王子様タイプだが、その実態は…。
松井茜（まつい あかね）
声 - 中村桜 / 秋本ねりね
第2期で登場。玲の上司でもある美容研究所の主任研究員。31歳。身長155cm。10月23日生まれ。血液型はA型。趣味は華道。
仕事のデキる頼れる所があるが、恋する乙女な一面も。
しょーかくん
声 - 高塚智人
桜ヶ丘消防署のマスコット。アニメでは通常版・オンエア版のみ登場（原作では、アニメ第1期で描かれた話の後で登場）。

## 書誌情報
- 川野タニシ『指先から本気の熱情〜チャラ男消防士はまっすぐな目で私を抱いた〜』彗星社〈Clair TL Comics〉、既刊11巻（2025年2月18日現在）
  1. 2019年1月18日発売[7]、ISBN 978-4-434-25430-7
  2. 2019年7月18日発売[8]、ISBN 978-4-434-26041-4
  3. 2020年2月18日発売[9]、ISBN 978-4-434-26916-5
  4. 2020年11月18日発売[10]、ISBN 978-4-434-27922-5
  5. 2021年6月18日発売[11]、ISBN 978-4-434-28702-2
    - （小冊子付特装版）同日発売[12]、ISBN 978-4-434-28701-5

  6. 2021年12月18日発売[13]、ISBN 978-4-434-29440-2
  7. 2022年6月18日発売[14]、ISBN 978-4-434-30140-7
  8. 2022年12月18日発売[15]、ISBN 978-4-434-30932-8
  9. 2023年8月18日発売[16]、ISBN 978-4-434-32077-4
  10. 2024年6月18日発売[17]、ISBN 978-4-434-33658-4
  11. 2025年2月18日発売[18]、ISBN 978-4-434-34917-1

## テレビアニメ
2019年7月から9月までと2021年7月から8月までの2期にわたり、いずれも5分間のショートアニメとして制作されている。他のAnimeFestaオリジナル（旧「ComicFestaアニメ」）の作品と同様に、オンエア版（第1期は通常版）と年齢制限のあるプレミアム版（第1期は完全版）が存在し、完全版・プレミアム版は「AnimeFesta」（旧「ComicFestaアニメ」）で独占配信となる。
第1期『指先から本気の熱情-幼なじみは消防士-』は、2019年7月から9月までTOKYO MXにて放送された。放送前には3週に渡って特番（前番組との引継コラボと第1期の番宣を2回）が放送され、放送後にも特番（第1期の制作現場の模様を紹介するメイキング）が放送された。
第2期『指先から本気の熱情2-恋人は消防士-』は、2021年7月より8月までTOKYO MXとBS11にて放送された。第1期の続編となり、第2期が制作されるのはAnimeFestaオリジナルでは初となった。放送前には両局で特番が放送され、TOKYO MXは5週に渡って第1期の偶数話のみ再放送と第2期の番宣が放送され、BS11は第1期のおさらいダイジェストの放送と全話の一挙放送を実施した。また、放送後はBS11で第8話をアンコール放送している。
2019年8月18日・25日に放送・配信予定であった第1期第7話・第8話は、京都アニメーション放火殺人事件を受け、一部内容を変更した上で1週遅れで放送・配信された。このため、8月18日は第2話の再放送に変更し、第7話・第8話は「第7話（第8話）は放火シーンを含む内容を扱っておりましたので、この度の事件を受け、一部当初の編集・演出を変更して放送いたします。」という一部内容を変更した事を告知するテロップを入れた。なお、完全版は変更せずに配信し、2019年10月23日発売の通常版のDVDは変更前の内容が収録された。

### スタッフ
- 原作 - 川野タニシ[2][3]
- 監督 - わたせとしひろ[2][3]
- シリーズ構成・脚本 - 蜻蛉（第1期）[2]、黒崎エーヨ（第2期）[3]
- キャラクターデザイン - 佐藤勝行[2][3]
- 色彩設計 - わしみじゅんぺい[2][3]
- 美術設定 - 上垣裕起子[2][3]
- 美術監督 - 三宅昌和[2][3]
- 撮影監督 - 長十郎（第1期）[2]、柳田貴志（第2期）[3]
- 編集 - 新海コウキ[2][3]
- 音響監督 - えのもとたかひろ（第1期・第2期オンエア版）[2][3]、かえるぽんぷ（第2期プレミアム版）[3]
- 音響制作 - スタジオマウス[2][3]
- プロデューサー - 柄本実香、スパイシー三郎（第1期）
- アニメーションプロデューサー - キナコ（第1期）、スパイシー三郎（第2期）
- アニメーション制作 - studio HōKIBOSHI[2][3]
- 製作 - 彗星社[2][3]

### 主題歌
「BLAZING LUV!!」
第1期主題歌。作詞は火ノ岡レイ、作曲・編曲は森田交一。歌は通常版が桜ヶ丘消防隊［水野颯馬（伊東健人）、泉友貴（高塚智人）、羽瀬淳（駒田航）］、完全版がtrI☆Fighter［水野颯馬（マーガリン天狗）、泉友貴（井伊筋肉）、羽瀬淳（あさぎ夕）］。
「ドクセンテキ・パッション」
第2期主題歌。作詞はG-zass、作曲・編曲はかねこかずき、株式会社ジョーカーサウンズ、歌は水野颯馬（オンエア版：伊東健人、プレミアム版：マーガリン天狗）、日高玲（オンエア版：土岐隼一、プレミアム版：天野晴）。

### 各話リスト
| 話数  | サブタイトル                                           | 絵コンテ       | 演出           | 作画監督                             | 総作画監督          |       |       |       |       |       |       |       |       |       |       |       |       |       |       |       |       |       |       |       |
| 第1期 | 第1期                                                  | 第1期          | 第1期          | 第1期                                | 第1期               | 第1期 | 第1期 | 第1期 | 第1期 | 第1期 | 第1期 | 第1期 | 第1期 | 第1期 | 第1期 | 第1期 | 第1期 | 第1期 | 第1期 | 第1期 | 第1期 | 第1期 | 第1期 | 第1期 |
| ----- | ------------------------------------------------------ | -------------- | -------------- | ------------------------------------ | ------------------- | ----- | ----- | ----- | ----- | ----- | ----- | ----- | ----- | ----- | ----- | ----- | ----- | ----- | ----- | ----- | ----- | ----- | ----- | ----- |
| 第1話 | 今夜、俺んち…来る？                                    | わたせとしひろ | わたせとしひろ | 佐藤勝行                             | 佐藤勝行            |       |       |       |       |       |       |       |       |       |       |       |       |       |       |       |       |       |       |       |
| 第2話 | シャワーしてるだけなのに…きもちい？                    | 石倉礼         | 石倉礼         | 那須玲奈                             | 佐藤勝行            |       |       |       |       |       |       |       |       |       |       |       |       |       |       |       |       |       |       |       |
| 第3話 | おまえが隠しごと話すまで、止めねぇ。                   | わたせとしひろ | わたせとしひろ | 服部憲知 櫻井拓郎 はっとりますみ     | 佐藤勝行 牙威格斗   |       |       |       |       |       |       |       |       |       |       |       |       |       |       |       |       |       |       |       |
| 第4話 | そんな色っぽい浴衣姿見せられて、我慢できるかよ。       | わたせとしひろ | わたせとしひろ | 服部憲知 櫻井拓郎 はっとりますみ     | 佐藤勝行            |       |       |       |       |       |       |       |       |       |       |       |       |       |       |       |       |       |       |       |
| 第5話 | 他の男が声掛けるの、黙って見てなきゃいけないなんて……。 | 石倉礼         | 石倉礼         | 那須玲奈                             | 佐藤勝行            |       |       |       |       |       |       |       |       |       |       |       |       |       |       |       |       |       |       |       |
| 第6話 | 夜のプールなんて、誰も来ない……だろ？                   | 石倉礼         | 石倉礼         | 那須玲奈 服部憲知 櫻井拓郎           | 佐藤勝行 牙威格斗   |       |       |       |       |       |       |       |       |       |       |       |       |       |       |       |       |       |       |       |
| 第7話 | 絶対に助けるから。                                     | わたせとしひろ | わたせとしひろ | 那須玲奈 櫻井拓郎 利根川渡           | 佐藤勝行 牙威格斗   |       |       |       |       |       |       |       |       |       |       |       |       |       |       |       |       |       |       |       |
| 第8話 | 今は俺のことだけ見てろ。                               | わたせとしひろ | わたせとしひろ | 那須玲奈 服部憲知 利根川渡           | 佐藤勝行 牙威格斗   |       |       |       |       |       |       |       |       |       |       |       |       |       |       |       |       |       |       |       |
| 第2期 |                                                        |                |                |                                      |                     |       |       |       |       |       |       |       |       |       |       |       |       |       |       |       |       |       |       |       |
| 第1話 | 誕生日、おめでとう。                                   | わたせとしひろ | わたせとしひろ | Lee Se Jong                          | 佐藤勝行 西田美弥子 |       |       |       |       |       |       |       |       |       |       |       |       |       |       |       |       |       |       |       |
| 第2話 | だから、しっかり涼を充電しとく。                       | わたせとしひろ | わたせとしひろ | 西川真人 片岡恵美子 Charlie 三沢聖也 | 佐藤勝行 西田美弥子 |       |       |       |       |       |       |       |       |       |       |       |       |       |       |       |       |       |       |       |
| 第3話 | 頑張ったご褒美がほしい、今すぐ。                       | 川奈可奈       | 本山竜         | Lee Se Jong                          | 佐藤勝行 西田美弥子 |       |       |       |       |       |       |       |       |       |       |       |       |       |       |       |       |       |       |       |
| 第4話 | そのまま電話していいよ。                               | 川奈可奈       | 本山竜         | スタジオギガ                         | 佐藤勝行 西田美弥子 |       |       |       |       |       |       |       |       |       |       |       |       |       |       |       |       |       |       |       |
| 第5話 | 俺の彼女だ。絶対に渡さねえ。                           | 川奈可奈       | 本山竜         | Lee Se Jong                          | 佐藤勝行 西田美弥子 |       |       |       |       |       |       |       |       |       |       |       |       |       |       |       |       |       |       |       |
| 第6話 | どれくらい好きか、キスで教えて。                       | わたせとしひろ | 本山竜         | 西川真人 大飛龍狂一 阿部楓子         | 佐藤勝行 西田美弥子 |       |       |       |       |       |       |       |       |       |       |       |       |       |       |       |       |       |       |       |
| 第7話 | もう一回聞きたい。言わないと後悔させる。               | わたせとしひろ | わたせとしひろ | Lee Se Jong                          | 佐藤勝行 西田美弥子 |       |       |       |       |       |       |       |       |       |       |       |       |       |       |       |       |       |       |       |
| 第8話 | あの頃は幼馴染だったけど、今は恋人ってことが。         | わたせとしひろ | わたせとしひろ | Lee Se Jong 西川真人 西田美弥子      | 佐藤勝行 西田美弥子 |       |       |       |       |       |       |       |       |       |       |       |       |       |       |       |       |       |       |       |

### 放送局
| 放送期間                                                       | 放送時間                     | 放送局   | 対象地域 | 備考                  |
| -------------------------------------------------------------- | ---------------------------- | -------- | -------- | --------------------- |
| 2019年7月8日 - 9月1日（第1期） 2021年7月5日 - 8月23日（第2期） | 月曜 1:00 - 1:05（日曜深夜） | TOKYO MX | 東京都   | [ 24 ] [ 25 ]         |
| 2021年7月5日 - 8月23日（第2期）                                |                              | BS11     | 日本全域 | BS放送 / 『ANIME+』枠 |

インターネットではニコニコ動画、YouTube、JOYSOUND、dアニメストア、U-NEXT、アニメ放題、ビデオマーケットなどで通常版・オンエア版が配信。AnimeFesta（第1期は『ComicFesta』サイト内ComicFestaアニメ）では月曜0時より、年齢制限のある完全版・プレミアム版も含めて配信される。

### 映像ソフト
発売・販売 彗星社、販売協力 ベルプランズから発売。DVDは通常版（オンエア版）および完全版（プレミアム版）、Blu-rayは完全版（プレミアム版）のみの3形態各全1巻となる。
第1期は2019年10月23日、第2期は2021年10月27日にに発売された。

### Webラジオ
2019年7月5日から9月20日まで、Webラジオ『ComicFesta Radio 指先から本気のラジオ-パーソナリティは伊東健人-』が音泉にて第1・第3金曜に全18回で配信。アニメ（通常版）で水野颯馬 役の伊東健人がパーソナリティを務めた。

## ドラマCD
アニメ第1期と同じく『指先から本気の熱情-幼なじみは消防士-』のタイトルで、2020年5月27日に、発売・販売 彗星社、制作協力 Sakurastreet 、販売協力 ベルプランズからシチュエーションCDが発売。水野颯馬 役は、アニメ（完全版）と同じくマーガリン天狗が出演。